# Cerea
Cerea là một thị xã ở tỉnh Verona, Veneto, bắc Italia.
Dân số cuối năm 2007 là 16.018 người. Cerea có diện tích 70,4 km2.